# Storia istituzionale italiana
Per storia istituzionale italiana s'intende il complesso dei fenomeni giuridici e sociali che hanno descritto la dinamica politica in Italia dal 1861 ad oggi.
Il processo nel quale si sono succeduti i diversi momenti della storia istituzionale italiana è suddivisibile in:
- Monarchia (1861-1946)
  - Stato liberale (1861-1925), che inizia con la costituzione del Regno d'Italia e termina con il discorso di Benito Mussolini del 3 gennaio 1925;
  - Stato fascista (1925-1943), coincidente con la dittatura di Benito Mussolini;
  - Liberazione (1943-1945) che termina con la vittoria del Regno del Sud, continuazione del precedente Regno d'Italia, e la sconfitta delle forze fasciste della Repubblica Sociale Italiana.
- Repubblica (dal 1946), che nasce con il referendum del 2 giugno e che si dota di una nuova Costituzione nel 1948.

## Regime liberale

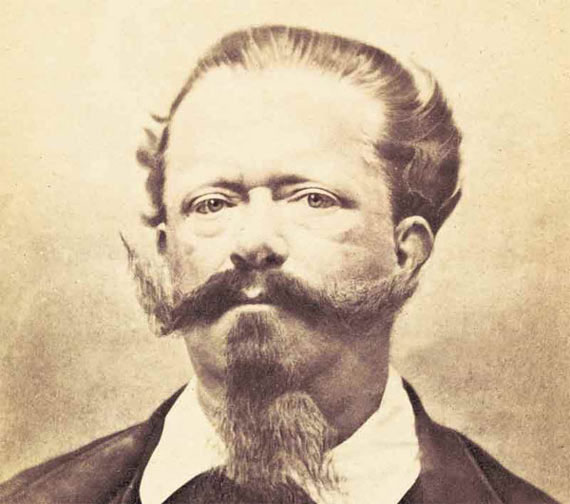
Vittorio Emanuele II

Camillo Benso, conte di Cavour

### La nascita del Regno d'Italia
L'unificazione del Regno d'Italia fu caratterizzata per la sua relativa rapidità nel processo di costituzione (aprile 1859 – marzo 1861) anche grazie alle capacità politiche della classe dirigente del Regno di Sardegna e soprattutto di Cavour (Destra storica).
Altra caratteristica fondamentale fu il ritardo con cui tale processo si manifestò rispetto ad altre nazioni europee (esclusa la Germania, che venne unificata solo nel 1871). Tutto ciò comportò, per il nuovo stato, una rapida successione di importanti sfide (lingua, istruzione, equa distribuzione delle risorse), che altrove erano state diluite in tempi molto più lunghi. Anche per questo la classe politica dell'epoca scelse una struttura statale caratterizzata da un forte accentramento (per scongiurare le tendenze scissioniste e federaliste), e l'utilizzo non raro dell'esercito.
Ulteriori difficoltà furono dovute al contrasto che il nascente stato ebbe con alcune autorità che per diversi anni mantennero una certa influenza politica, come il Re di Napoli (rifugiatosi a Roma), L'Austria, la Chiesa cattolica, e come se non bastasse verso la fine del secolo, il clima sociale fu ancora più turbato dalle prime organizzazioni ispirate al conflitto di classe (anarchici e socialisti).

### La regolamentazione fondamentale del nuovo stato
Il nuovo stato fu regolato dallo Statuto Albertino, che era stato precedentemente emesso nel 1848 dal Re di Sardegna e che fu esteso, dopo l'unificazione, a tutto il territorio italiano. Sostanzialmente, lo statuto, attribuiva al re il potere di governare tramite i suoi ministri che nominava e revocava autonomamente. Non era previsto dunque il governo come soggetto autonomo dal sovrano.

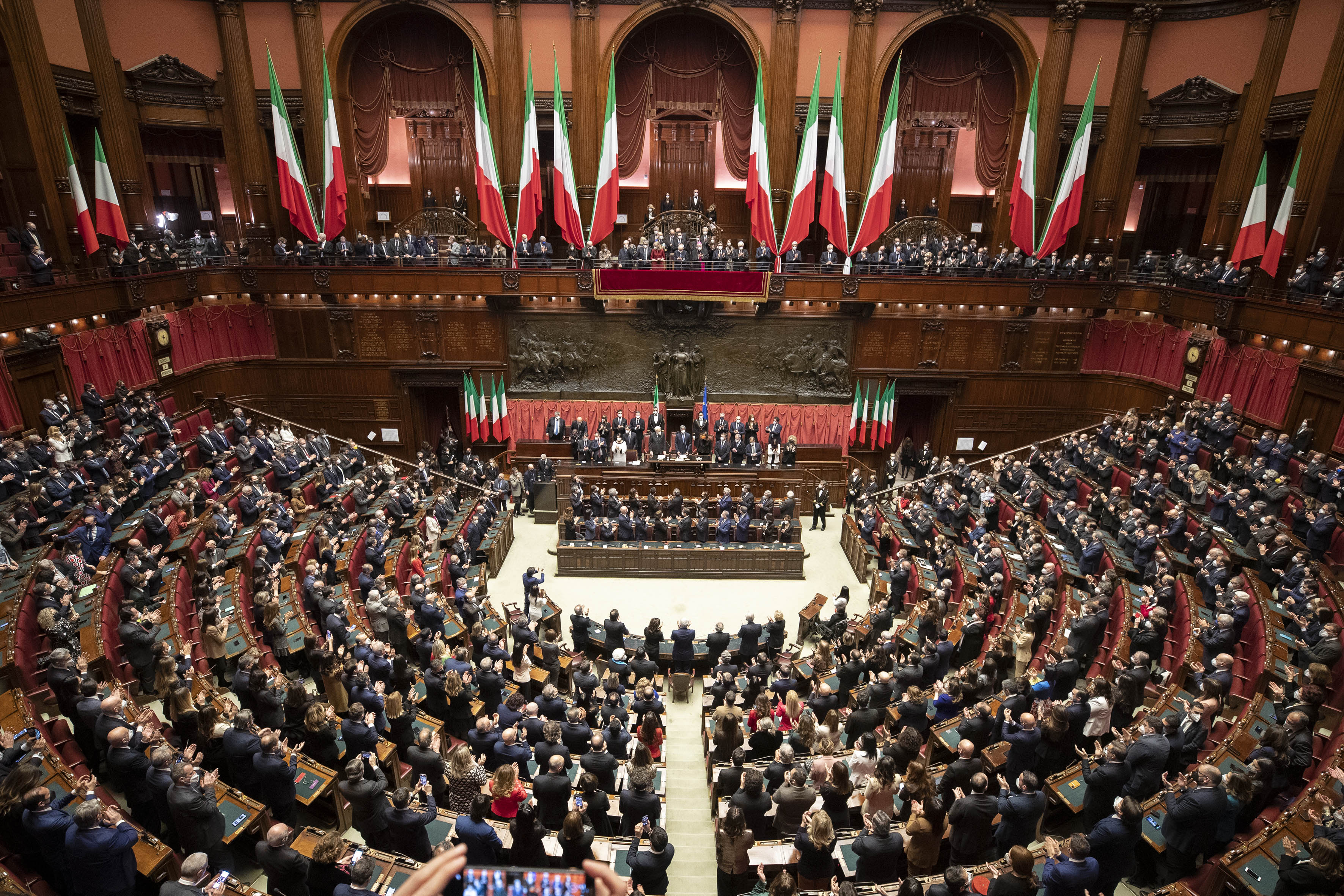
Montecitorio, sede della Camera dei deputati

Per tutto il “periodo liberale” il governo fu stretto tra il potere del re e quello del parlamento. Quest'ultimo organo era formato dal Senato del Regno e dalla Camera dei deputati. Il primo non era elettivo e proprio per questo fu destinato a giocare un ruolo sempre minore rispetto alla Camera dei deputati, legittimata dal voto popolare, pur limitato a una minima percentuale di cittadini (fino al 1919, data dell'entrata in vigore del suffragio universale maschile).

### Il sistema politico
Nei primi anni la politica del nuovo stato pareva affermarsi intorno a una dinamica bipartitica, in parlamento si fronteggiarono infatti la destra e la sinistra “storica”. Presto però i deputati diedero vita al fenomeno chiamato “trasformismo” che comportò una mancanza di alternanza reale tra destra e sinistra al governo (trattandosi piuttosto di giochi parlamentari di alleanze mutevoli nel contesto parlamentare). Inoltre la democrazia italiana iniziò quasi subito a caratterizzarsi per una durata limitata dei governi (in media solo 13 mesi). Il trasformismo infatti emerse anche in risposta alla elevata debolezza dei governi oltre che alla necessità, per i liberali, di far fronte comune contro le fazioni “antisistema”.
Un'ulteriore particolarità del nuovo sistema politico era l'assenza di fazioni espressamente cattoliche, posizioni che si erano autoescluse dalla competizione parlamentare a seguito del non expedit. Tuttavia, fin da questi anni, la corrente cattolica prese a realizzare una fittissima rete associativa su tutto il territorio nazionale. Solo dopo l'aumentare dell'influenza del socialismo, la chiesa decise di rivedere le proprie posizioni, revocando il divieto di partecipazione cattolica alla competizione politica, a certe condizioni.
Il Partito Socialista Italiano (nato fin dal 1892) presentò subito una divisione interna tra “riformisti” e “massimalisti”, ma ciò non bastò per fermare l'ascesa elettorale della nuova formazione partitica.
I liberali (come Sonnino e Pelloux) risposero al crescente conflitto sociale con una doppia strategia fondata sulla repressione e la concessione di alcune riforme, tra cui la riforma agraria. Tale strategia si rivelò però inefficace e anzi controproducente, essa innescò infatti un aumento delle ostilità antisistema. Il secolo si chiuse con un evento esplicativo della situazione politico-sociale italiana: l'assassinio del Re Umberto I ad opera di Gaetano Bresci.

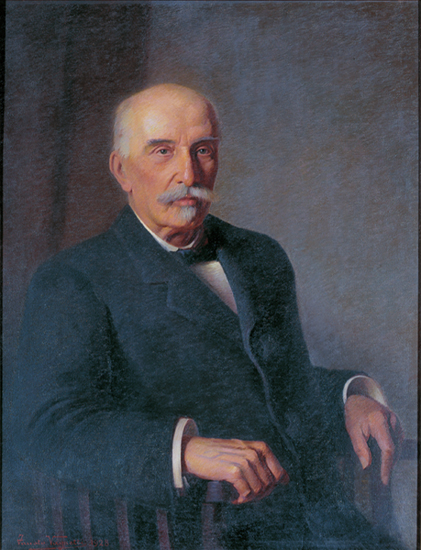
Giovanni Giolitti

I primi quindici anni del nuovo secolo furono determinati dalla politica di Giolitti (liberale) il quale si propose di affrontare il problema del conflitto sociale cercando l'integrazione nel sistema delle componenti antagoniste (cattoliche e socialiste), pensando poi di sviluppare alleanze parlamentari con entrambe, sfruttando la competizione fra esse. Il risultato in questo senso fu mediocre, dato il continuo manifestarsi del trasformismo invece che di reali alternanze politiche di governo. Sul piano politico però Giolitti ebbe anche alcuni successi, come il “Patto Gentiloni” che assicurò ai liberali un certo sostegno da parte della forza elettorale cattolica, attribuendo così al suo partito una posizione di predominanza.

### La fine della fase liberale
L'Italia entrò nella prima guerra mondiale per decisione del governo Salandra I (con l'appoggio del Re), nonostante l'iniziale opposizione della maggioranza parlamentare. Le conseguenze della partecipazione alla guerra furono profonde, soprattutto nelle classi inferiori della società italiana, le quali pagarono il principale contributo di sangue. È in questo periodo che il movimento socialista si radicalizzava e si mobilitava in maniera sempre crescente scatenando un processo di contromobilitazione delle classi agiate, particolarmente sensibili al mito della “vittoria mutilata”. È in questi settori della società che il fascismo trovò i suoi sostenitori.
Nello stesso periodo anche i cattolici si organizzarono in maniera decisiva, fondando nel 1918 il Partito Popolare Italiano, seguito l'anno successivo dalla definitiva revoca del non expedit. Il PPI trovò subito un capo riconosciuto e condiviso nella personalità di don Luigi Sturzo.
A seguito delle elezioni del 1919, con la nuova legge elettorale proporzionale, i liberali furono definitivamente spodestati dalla posizione dominante che fino ad allora avevano goduto al parlamento. Sia il Partito Socialista Italiano che il Partito Popolare Italiano, infatti, guadagnarono insieme più della metà dei seggi.
Mentre il sistema politico era paralizzato dai veti incrociati e dall'elevata conflittualità, il movimento fascista, con a capo Benito Mussolini, sfruttò l'occasione di fragilità istituzionale e giunse al potere il 28 ottobre 1922.

### Regime fascista

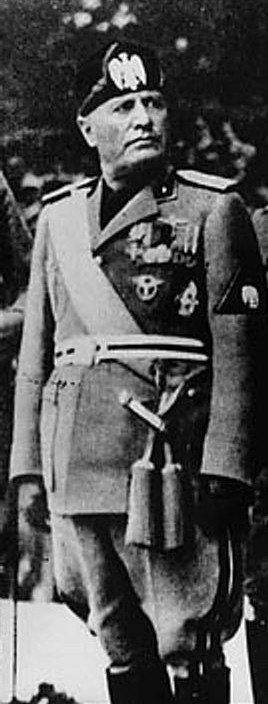
Benito Mussolini durante un discorso

L'ingresso in politica del movimento fascista caratterizzò un cambiamento radicale per la fisionomia dello stato italiano nel quale, per la prima volta, venne utilizzata la minaccia dell'uso della forza per ricevere il potere esecutivo da parte del Re.
Dal punto di vista istituzionale, il processo che segnò il passaggio dal regime liberale al regime autoritario si articolò sostanzialmente in tre passaggi.
- L'approvazione di una legge elettorale proporzionale con premio di maggioranza, la legge Acerbo: in base ad essa, la forza politica che avesse ottenuto la maggioranza relativa dei voti (e almeno il 25%) avrebbe ottenuto i 2/3 dei seggi alla Camera. Tale formula elettorale trovò la sua applicazione nelle elezioni del 1924.
- La costituzionalizzazione del Gran consiglio del fascismo, che fino ad allora era stato un semplice organo interno al partito fascista. Il Gran consiglio aveva il compito di formulare una lista unica di candidati da sottoporre all'approvazione del corpo elettorale: fu così istituito il sistema plebiscitario, che si concretizzò nelle elezioni del 1929 e in quelle del 1934. Il nuovo ruolo assunto dal Gran consiglio fu sintomatico della stretta relazione fra organi costituzionali e partito.
- L'istituzione, nel 1939, della Camera dei fasci e delle corporazioni, che sostituì la Camera dei deputati: la definitiva rimozione di ogni carica elettiva portò alla scomparsa degli ultimi simulacri dello stato pre-fascista. I componenti del nuovo organismo erano i membri del Consiglio nazionale del partito fascista e quelli delle corporazioni; il suo rinnovamento era regolato da semplici avvicendamenti nelle cariche.

Il nuovo sistema inizialmente non aveva le caratteristiche del regime totalitario, ma con il passare degli anni mostrò di voler andare in quella direzione, portando ad una sempre maggiore pervasività del ruolo dello stato nel tessuto sociale. Il totalitarismo non fu raggiunto in quanto il re manteneva, seppur formalmente, il vertice del potere statale e la facoltà di revocare il capo del governo (facoltà che il re Vittorio Emanuele III esercitò il 25 luglio 1943).

## Periodo costituzionale transitorio
Il 24 luglio 1943 fu convocato, dopo alcuni anni, il Gran Consiglio del Fascismo. All'ordine del giorno vi era la mozione del gerarca Dino Grandi, con la quale si chiedeva al re di riappropriarsi della sua facoltà di comandante in capo delle forze armate. Vittorio Emanuele III colse allora l'occasione per licenziare il capo del governo, Mussolini, e farlo arrestare. Nominò in sua sostituzione il maresciallo Pietro Badoglio. Era il 25 luglio 1943: si aprì il cosiddetto periodo costituzionale transitorio. Il successivo 8 settembre fu firmato l'armistizio con gli Alleati.
Questo periodo si articolò in tre passaggi:
- fase della liberazione dal nazi-fascismo (8 settembre 1943- 25 aprile 1945);
- fase dell'ordinamento provvisorio (25 aprile 1945 - 2 giugno 1946);
- fase costituente (2 giugno 1946 - 1º gennaio 1948).

### La liberazione
Durante la fase della liberazione, l'Italia divenne un paese a sovranità limitata con due stati: il Regno del Sud, sotto la tutela degli Alleati, e la Repubblica Sociale Italiana, sotto tutela della Germania nazista. Fino al febbraio 1944 una parte del Paese fu direttamente governato dagli Alleati tramite l'AMGOT. 

### Ordinamento provvisorio
Dopo la caduta del regime vi furono diversi elementi di discontinuità come i partiti rappresentati nel parlamento, classificabili tutti come espressamente antifascisti. Il re delegò i propri poteri al figlio Umberto, come luogotenente del regno. Conclusa la guerra, ci si dotò di una assemblea legislativa non elettiva, la Consulta Nazionale. L'influenza degli USA fu decisiva sia per la ripresa economica (piano Marshall), che per il consolidamento delle forze democratiche nel sistema partitico.

### Fase costituente

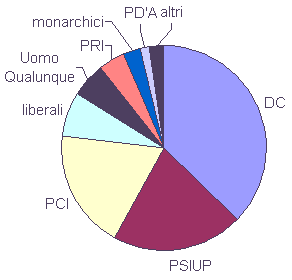
Elezioni politiche italiane del 1946: la distribuzione dei seggi

Nel giugno 1946 inoltre, per referendum istituzionale, l'Italia divenne una Repubblica a cui seguì un'assemblea costituente e l'elaborazione di una nuova costituzione entrata in vigore nel 1948.
Le forze politiche che ricevettero il maggiore consenso elettorale furono i tre partiti di massa esistenti a quel tempo in Italia: DC, PSI e PCI. La costituzione italiana era simile alle altre sviluppatesi in Europa in quell'epoca: lunga, con una prima parte dedicata ai diritti civili, politici e sociali, e una seconda parte che avrebbe descritto e regolato la Repubblica parlamentare italiana.
Il timore di un ritorno al passato suggerì ai redattori della costituzione l'elaborazione di un complesso sistema statale basato sul ruolo cruciale assegnato al parlamento e sull'istituzione di diverse istituzioni di garanzia (Presidente della repubblica; Corte costituzionale; CSM; Ordinamento Regionale; Referendum abrogativo).

## La Repubblica Italiana

### La Prima Repubblica
Il carattere della democrazia repubblicana non fu esclusivamente determinato dalla costituzione, ma anche dalla legge elettorale, la quale fu inizialmente frutto di un compromesso tra i principali partiti. Si tratta di un sistema proporzionale che premia i partiti di massa quali PCI, PSI e DC. Nel 1948 le elezioni assegnano un ampio successo elettorale alla coalizione della DC, portando il suo leader Alcide De Gasperi alla Presidenza del Consiglio. Al sistema proporzionale venne data quindi un'interpretazione maggioritaria, ma dopo l'erosione dell'elettorato democristiano in favore degli altri partiti minori di destra, si comprese come fosse necessaria una legge elettorale che aiutasse a formare la compagine di governo. Venne approvata nel 1953, a ridosso delle elezioni, una legge proporzionale con premio di maggioranza, conosciuta col nome di “legge-truffa”, per le modalità con le quali nacque, ma soprattutto per il fatto che si assegnava un premio piuttosto alto - il 60% dei seggi - alla coalizione di partiti che avessero ottenuto il 50% più uno dei voti. L'enorme clamore suscitato dall'approvazione della legge fece sì che il premio non venisse assegnato al partito con la maggioranza relativa, rendendo precaria la leadership della DC, partito di maggioranza relativa, all'interno della coalizione presentatasi nelle elezioni del 1953. Infatti, nelle elezioni del 1953 la coalizione dei partiti DC, e partiti vicini, non raggiunse la soglia del 50% più uno dei voti richiesti, e il premio di maggioranza non venne assegnato, indebolendo fortemente la DC e la forza centrista.
L'assetto politico si spostò, in questo periodo, verso un sistema sempre più policentrico. Infatti dopo il 1953 le coalizioni sono sempre meno coese e più allargate. Nel 1962 vince la prima maggioranza di centro-sinistra che perde il PLI ma comprende il PSI (staccatosi dal PCI). In seguito, negli anni 1970, caratterizzati da forti difficoltà economiche e sociali, si sperimentarono le formule del governo di “unità” o “solidarietà” nazionale con la partecipazione del PCI al governo del paese (all'opposizione restò solo l'estrema destra). Il tentativo però fallì presto a causa della incompatibilità tra PCI e DC. Nacque così la nuova formula: il pentapartito (DC, PSI, PSDI, PRI, PLI) che formarono tutti i governi dagli anni 1980 fino alla crisi del 1992.

#### Il sistema politico

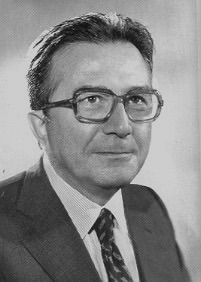
Giulio Andreotti, uno dei principali esponenti della Democrazia Cristiana, per 7 volte presidente del Consiglio

Il comportamento elettorale della Prima Repubblica è suddivisibile in due fasi distinte. La prima fase andava dal 1953 al 1976 e fu caratterizzata da una crescente concentrazione del voto sui due partiti principali (nel 1976 DC e PCI insieme raccolsero il 73% dei voti). Nella seconda fase, che finisce nel 1992, la tendenza si invertì e inoltre si sviluppò il fenomeno della volatilità elettorale. In quest'ultima fase si affermò dunque una tendenza centrifuga che avrebbe favorito soprattutto i partiti di protesta (i radicali prima, e le leghe dopo).
Alla stabilità dei comportamenti elettorali nella Prima Repubblica corrispose la stabilità del sistema partitico. Analiticamente si riscontrano due principali sistemi di partito caratterizzati da, un pluralismo limitato (pochi partiti e competizione bipolare), o da un pluralismo estremo (più di cinque partiti rilevanti e competizione basata su tre poli). Quest'ultimo caratterizzò il sistema italiano fino alla conclusione della Prima Repubblica (sistemi analoghi furono “la quarta repubblica francese” e la “repubblica di Weimar”) e sembra scomparire solo oggi, dopo il processo innescato dalla riforma elettorale del 1993. Nel sistema polarizzato l'area di centro è “condannata” a governare, data la tendenziale riluttanza elettorale per le ali estreme, caratterizzate da una vocazione “antisistema”.

##### Le istituzioni e il loro funzionamento
Il funzionamento delle istituzioni fu sempre fortemente influenzato dall'evoluzione del sistema partitico. La struttura parlamentare infatti ebbe, per designazione della costituzione, un ruolo di primo piano tra i vari organismi istituzionali. Innanzitutto il governo doveva rispondere al parlamento che attraverso mozioni di fiducia o di sfiducia poteva obbligare l'esecutivo alle dimissioni. Il parlamento italiano fu composto da due camere ma, eccetto alcune piccole caratteristiche di forma, non vi erano rilevanti differenze di poteri tra camera e senato.
Nelle prime elezioni della repubblica (1948), per la prima e unica volta un solo partito ottiene la maggioranza assoluta favorendo così un'interpretazione maggioritaria della costituzione.
Successivamente a quelle elezioni i governi italiani furono sempre di “coalizione” caratterizzati quindi da forti differenze interne nei governi. Già dagli anni 1960 si iniziò a rincorrere la stabilità allargando il più possibile le coalizioni (maggior numero possibile di seggi), ma il punto debole della Prima Repubblica fu quello che le elezioni non determinavano la composizione dei governi e il premier, ma solo la forza dei partiti interni al parlamento. Si dava quindi vita a governi frutto di mediazioni parlamentari non basati sulla diretta investitura democratica degli elettori (e quindi con minore consenso).

#### La crisi della Prima Repubblica

Silvio Berlusconi e Bettino Craxi

Gli anni 1980 furono caratterizzati dal trionfo del governo di centro e del suo sistema pentapartitico. In questo periodo però la conflittualità tra i partiti iniziò ad aumentare, anche in conseguenza della tendenza centripeta che portò una maggiore competizione tra i vari partiti. Quando il PSI propose la riforma istituzionale sul modello della quinta repubblica francese, incontrò l'opposizione della DC e del PCI, ma inaugurò una stagione in cui si aprì la discussione sulla possibilità di riformare le istituzioni italiane (che tuttavia non portarono ad alcun risultato concreto).
Negli anni che vanno dal 1989 al 1991, sul piano internazionale, avvennero importanti avvenimenti, quali la fine del comunismo reale e il crollo del muro di Berlino. A tali eventi seguì la scissione del PCI (nel 1991) in PDS, e Partito della Rifondazione Comunista. Il venire meno delle paure comuniste premiò i partiti di sinistra a scapito della DC che da sempre cavalcava proprio la "paura comunista". Inoltre il partito di centro iniziò a pagare anche la crisi economica dello stato che si ritrovò con un forte debito a cui seguì un forte innalzamento delle tasse. In questo periodo iniziarono a svilupparsi le leghe (che successivamente si federeranno nella Lega Nord).
Sempre negli stessi anni, il malcontento si concretizzò con la raccolta di firme per sostenere il referendum a favore di una nuova legge elettorale in senso maggioritario, che nonostante l'ostilità dei leader politici dell'epoca, riscontrò un grande successo elettorale mettendo in luce il distacco tra società e classe politica italiana.

### La Seconda Repubblica

#### Le premesse del cambiamento

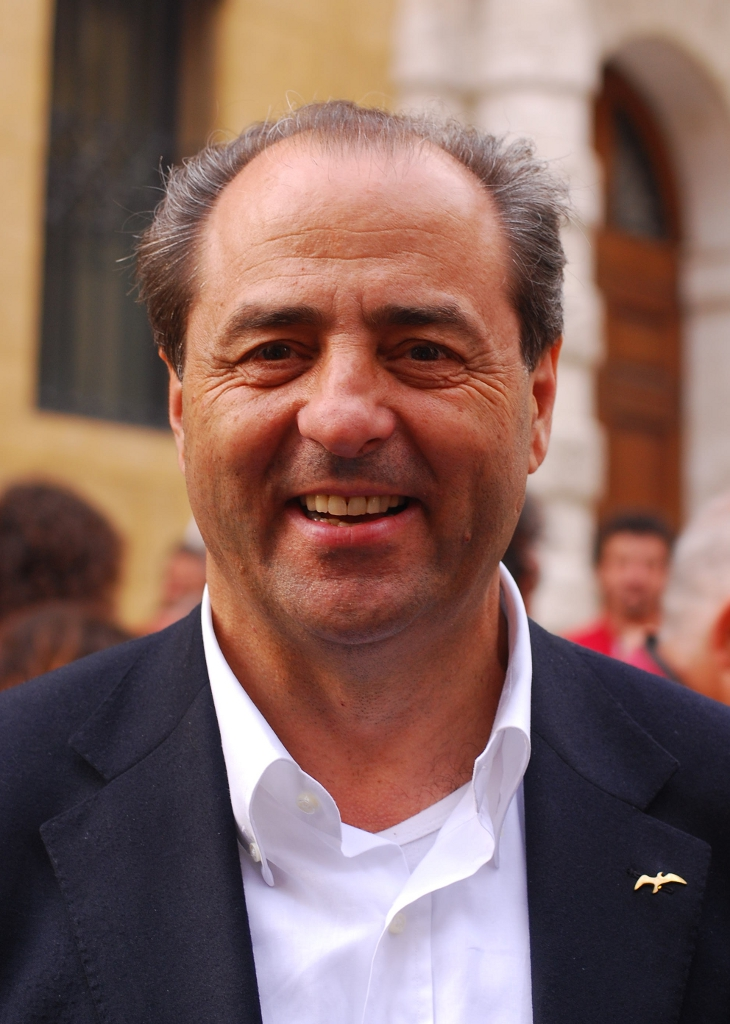
Antonio Di Pietro ha fatto parte del pool di Mani pulite come sostituto procuratore della Repubblica presso il tribunale di Milano

I risultati delle elezioni del 1992 evidenziarono la crisi politica del pentapartito (tra l'altro diventato di soli quattro partiti, venendo meno all'alleanza il PRI), il quale non raggiunse più la maggioranza assoluta dei voti (si fermò al 48,8%). La DC toccò in questa tornata elettorale il suo minimo storico (29,7%), mentre l'unico partito ad apparire in crescita fu la Lega Nord. Si aprì così un periodo di crisi, aggravato dalle dimissioni anticipate del Presidente della Repubblica Francesco Cossiga e dalla successiva paralisi decisionale per l'elezione di un nuovo Presidente. Solo dopo il tragico assassinio di Giovanni Falcone la situazione si sbloccò e venne eletto Oscar Luigi Scalfaro alla Presidenza della Repubblica.
In seguito si formò il governo presieduto da Giuliano Amato, mentre iniziava a irrompere, attraverso una serie infinita di avvisi di garanzia che aprirono procedimenti penali - la maggior parte dei quali si conclusero in assoluzioni, anni ed anni dopo - sulla scena politica italiana la magistratura (a partire dalla primavera del 1992) con una serie di indagini giudiziarie che avrebbero presto configurato lo scandalo di tangentopoli. La situazione di crisi politica fu accentuata dalla crisi finanziaria di quegli anni; il nuovo governo si ritrovò davanti a una situazione molto complicata a cui tentò di rispondere con un generale aumento delle tasse, comportando un ulteriore deterioramento della fiducia popolare nella classe politica.
Nella primavera del 1993 il governo Ciampi succedette Amato, durante il quale venne indetto un nuovo referendum elettorale che cambiò in senso prevalentemente maggioritario il sistema elettorale. Nel 1994 vennero indette le elezioni anticipate, che rivoluzionarono l'assetto politico e consegnarono la maggioranza relativa dei consensi al neonato partito Forza Italia di Silvio Berlusconi. Le elezioni del 1994 vengono solitamente considerate la fine della Prima Repubblica.

#### Il nuovo sistema elettorale
La legge elettorale del 1993 (famosa con il nome di Mattarellum) e le elezioni anticipate del 1994 stravolsero l'intero sistema politico. In primo luogo, la voce ritornò agli elettori in risposta alla fase di stallo che la classe politica stava ormai attraversando. In secondo luogo, il sistema maggioritario venne applicato su tutto il territorio nazionale, investendo comuni, province e regioni. Questo contribuì a dare maggiore rilievo a tutte le cariche monocratiche, stabilendo maggiori contatti tra la politica nazionale e quella locale: cominciava ad affermarsi l'aspettativa che fossero i candidati individuali a muoversi da ruoli locali (come il sindaco) a ruoli nazionali (come il ministro) e viceversa, a prescindere dalle posizioni dei partiti di riferimento.

##### Le conseguenze politiche

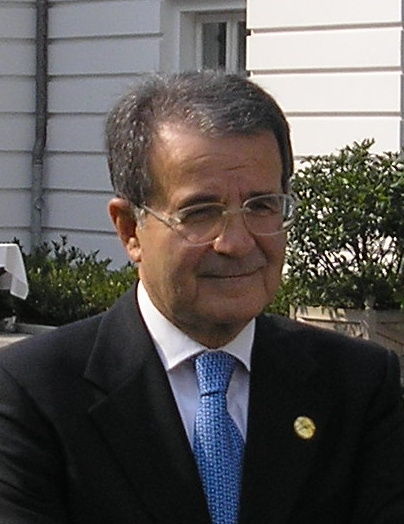
Romano Prodi, leader principale del centrosinistra nel nuovo assetto politico

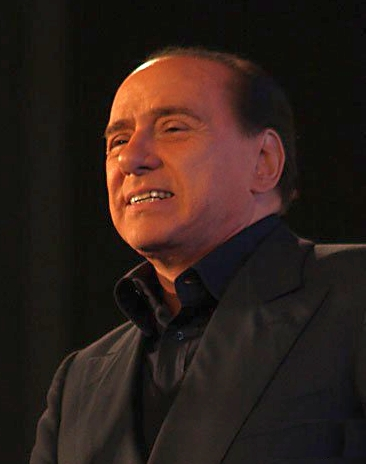
Silvio Berlusconi, leader principale del centrodestra nel nuovo assetto politico

Alla vigilia del voto che avrebbe sperimentato il nuovo sistema elettorale, la sinistra riuscì a creare una larga coalizione (i progressisti) che includeva PDS, PRC, Verdi e altri partiti minori. Al centro si aggregarono alcune piccole forze espressione della vecchia DC. La novità principale venne a formarsi a destra, dove Berlusconi diede vita in poche settimane a Forza Italia e creò un'alleanza con l'ex-MSI (Alleanza Nazionale) e la Lega Nord. I risultati elettorali premiarono Berlusconi e la sua coalizione, che ottenne una larga maggioranza alla camera e una (leggermente minore) al senato. Le elezioni segnarono un significativo rinnovamento della classe politica, con più del 70% di parlamentari al loro primo mandato.
Il primo governo Berlusconi dovette presto affrontare difficoltà, dovute in particolare all'aumento delle indagini sul Presidente del Consiglio e le sue aziende, a cui seguì un decreto legge governativo volto a diminuire i poteri della magistratura. Il provvedimento scatenò nuove ondate di proteste, che comportarono anche un certo disappunto da parte degli alleati AN e LN. Poco dopo, a seguito di contrasti sulla proposta dell'esecutivo di limitare i benefici pensionistici, la Lega uscì dall'alleanza, decretando la caduta del governo.
Nonostante la richiesta di elezioni anticipate, il Presidente della repubblica Oscar Luigi Scalfaro riuscì faticosamente a costruire una maggioranza "tecnica" che sfociò nella nascita del governo Dini. L'alleanza politica detta "L'Ulivo" cominciò a formarsi in quel periodo, per diventare poi il perno della futura coalizione di centro-sinistra.
Nelle elezioni del 1996, L'Ulivo vinse e formò il primo governo Prodi. La Lega, che non si era schierata, raggiunse il suo massimo storico (10%) con una campagna elettorale marcatamente anti-Berlusconi; perse però la scommessa di diventare l'"ago della bilancia" per le maggioranze parlamentari, preludio di un ritorno all'alleanza con Forza Italia e Alleanza Nazionale.
Il governo Prodi si caratterizzò per la sua stabilità, realizzando il record di circa due anni e mezzo di governo. Tuttavia non mancarono le forti differenze ideologiche interne alla coalizione, rafforzate dal fatto che il PRC non aveva realizzato un vero programma di coalizione con l'Ulivo; non avendo incarichi ministeriali, il PRC si limitava ad un sostegno esterno che ad un certo punto fece mancare, provocando la caduta del governo. Alla fine del governo Prodi seguì un nuovo tentativo "tecnico" che trovò un rapido successo, sfociato nella nascita del Governo D'Alema I.
Per le elezioni del 2001 Forza Italia riuscì a consolidare una grande alleanza (ri-comprendente la Lega) chiamata la “Casa delle libertà”. A sinistra invece, l'Ulivo candidò il sindaco di Roma, Rutelli, ma il non superamento della rottura con il PRC comporterà l'inevitabile sconfitta elettorale. Autonomi in queste elezioni furono la lista Pannella-Bonino e L'Italia dei valori.
Queste elezioni evidenziarono uno dei principali cambiamenti nel sistema politico a seguito della seconda repubblica: l'alternanza governativa. Infatti, alla sinistra uscente si sostituì una forza di destra visibilmente diversa e alternativa alla precedente maggioranza.
Il secondo governo Berlusconi fu il più lungo di tutta la storia repubblicana. La quattordicesima legislatura (2001-2006) si caratterizzò per una straordinaria stabilità governativa: l'incarico di Presidente del Consiglio fu ricoperto sempre e solo dalla stessa persona, benché a capo di due successivi governi. Si erano dunque realizzati, almeno in parte, gli effetti stabilizzatori promessi dal maggioritario.

#### Il nuovo sistema politico
La fase apertasi nel 1992 fu caratterizzata da un profondo mutamento di tutto il sistema politico: I protagonisti (politici e partiti) della Prima Repubblica scomparirono o conobbero notevoli trasformazioni (scomparvero i partiti “anti-sistema”); nella classe politica nazionale entrarono nuove figure professionali (imprenditori, liberi professionisti) invece del consueto “politico di mestiere”; I problemi che in questa fase non vennero ancora superati sono l'elevato numero di "partiti rilevanti" (grandi coalizioni con piccoli partiti “ago della bilancia”).
Si era dunque sviluppata una "proporzionalizzazione" del maggioritario, che di fatto non riduceva i partiti né rendeva definitivamente stabili i governi, nonostante la positiva tenuta del governo Berlusconi II sembrasse avviarsi in quella direzione.
Dopo le elezioni del 1996 la competizione partitica assunse una struttura prevalentemente bipolare fra le due coalizioni (centro-destra e centro-sinistra), venendo definitivamente meno la struttura tripolare del periodo precedente. Questa situazione mostrò una tendenza centripeta, ma le ali estreme rimasero comunque ancora forti e determinanti fino alle elezioni del 2008.
Aspetto importante avvenuto in questo periodo fu il distacco del legame di parentela tra interessi organizzati e partiti. Chiesa cattolica, Confindustria e sindacati iniziarono a perdere espliciti riferimenti partitici, cercando di rimpiazzarli con una trasversalizzazione dei collegamenti.
Alla fine della legislatura, il consenso al governo Berlusconi II si ridusse drasticamente. La situazione indusse il governo ad approvare a maggioranza una nuova legge elettorale, volta a limitare i danni dovuti al crollo dei consensi grazie all'abolizione dei voti uninominali (in cui la sinistra si era mostrata tendenzialmente più forte).

##### Cambiamenti istituzionali

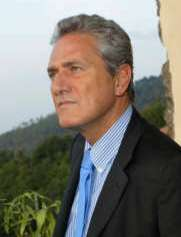
Francesco Rutelli, leader de La Margherita e principale esponente delle opposizioni ai governi Berlusconi durante la XIV legislatura

Berlusconi ricevette numerosi avvisi di garanzia durante il suo mandato, a cui rispose (per la prima volta in epoca repubblicana) non dimettendosi. Le indagini giudiziarie che interessarono il leader del centro-destra non si tramutarono mai in un esilio dalla politica, ma certo ne condizionarono l'azione di governo in materia di giustizia.
Durante il governo Berlusconi II il Presidente della repubblica, Ciampi, si trovò di fronte a una situazione diversa da quella dei suoi predecessori. L'inedita stabilità governativa infatti, pareva limitare il ruolo del capo dello stato, che tuttavia sfruttò più volte altri poteri concessi alla sua carica (come il rinvio delle leggi alle camere).
In generale i rapporti tra le varie istituzioni del sistema politico italiano variarono profondamente, senza che vi fosse mai stata una riforma costituzionale. Tuttavia il tentativo di riformare la costituzione ci fu, prima nel 1997 (bicamerale presieduta da D'Alema), e poi nuovamente durante il secondo governo Berlusconi. A differenza del centro-sinistra, la maggioranza di centro-destra non intese perseguire la strategia della ampia maggioranza, ma varò la riforma con le proprie forze parlamentari. A questo atteggiamento corrispose una forte opposizione che culminò con un referendum confermativo che annullò la riforma per intero. Maggiore successo ebbero invece alcune riforme parziali, per lo più varate proprio con ampie maggioranze.
Vi furono poi alcuni mutamenti che, pur non essendo di carattere costituzionale, furono di estrema rilevanza; uno di questi fu la riforma dei regolamenti parlamentari, grazie alla quale il ruolo del governo ne uscì rafforzato.
La legge elettorale del 1993 aveva quindi favorito non solo un ciclo di riforme e modifiche regolamentari, ma anche una drastica evoluzione del funzionamento parlamentare. Alcuni esempi: I presidenti delle camere sono sempre meno ruoli di garanzia tecnica e sempre di più espressione delle maggioranze (dal 1994 sono sempre provenienti dall'area di governo); i governi sono sempre più rafforzati, anche perché, a seguito della riforma, gli elettori conoscono chi è il futuro premier fin dallo spoglio elettorale (non v'è più contrattazione posticipata in merito a questa carica).

#### La nuova legge elettorale del 2005
La nuova legge elettorale del 2005 elimina il voto di preferenza, forzando l'elettore a scegliere all'interno di liste bloccate decise dai partiti. A parte questo, essa si configura come una legge proporzionale con soglie di sbarramento variabili e premio di maggioranza alla coalizione che ottiene più voti. Essa prevede inoltre che i partiti in coalizione siglino un programma e indichino un leader.
Vi sono delle importanti differenze tra la legge della camera e quella del senato, in quest'ultima infatti il premio di maggioranza è su base regionale, caratteristica che ha procurato seri problemi alle elezioni politiche del 2006.

##### Gli effetti nelle elezioni del 2006
Le elezioni del 2006 si caratterizzarono per il fallimento delle previsioni basate sui sondaggi, probabilmente dovuto allo stretto margine di preferenze. Al termine dello scrutinio, soltanto 24.000 voti separavano le due maggiori alleanze. Il premio di maggioranza alla Camera decretò comunque un vincitore, e il centro-sinistra poté formare il governo Prodi II.
Al senato la nuova legge elettorale produsse dei singolari effetti. I premi di maggioranza a livello regionale si annullarono a vicenda e produssero una situazione di stallo, con 155 seggi assegnati alla coalizione di destra e 154 a quella di sinistra. La maggioranza governativa si affidava quindi a 4 dei 6 senatori eletti nella Circoscrizione Estero e a diversi senatori a vita.
L'esecutivo si mostrò subito alquanto debole, in quanto la risicata maggioranza non permetteva di divincolarsi agevolmente tra gli attacchi dell'opposizione e i dissidi interni alla coalizione. Il governo Prodi II cadde definitivamente il 24 gennaio 2008, producendo un rapido ritorno alle urne.

##### Gli effetti nelle elezioni del 2008

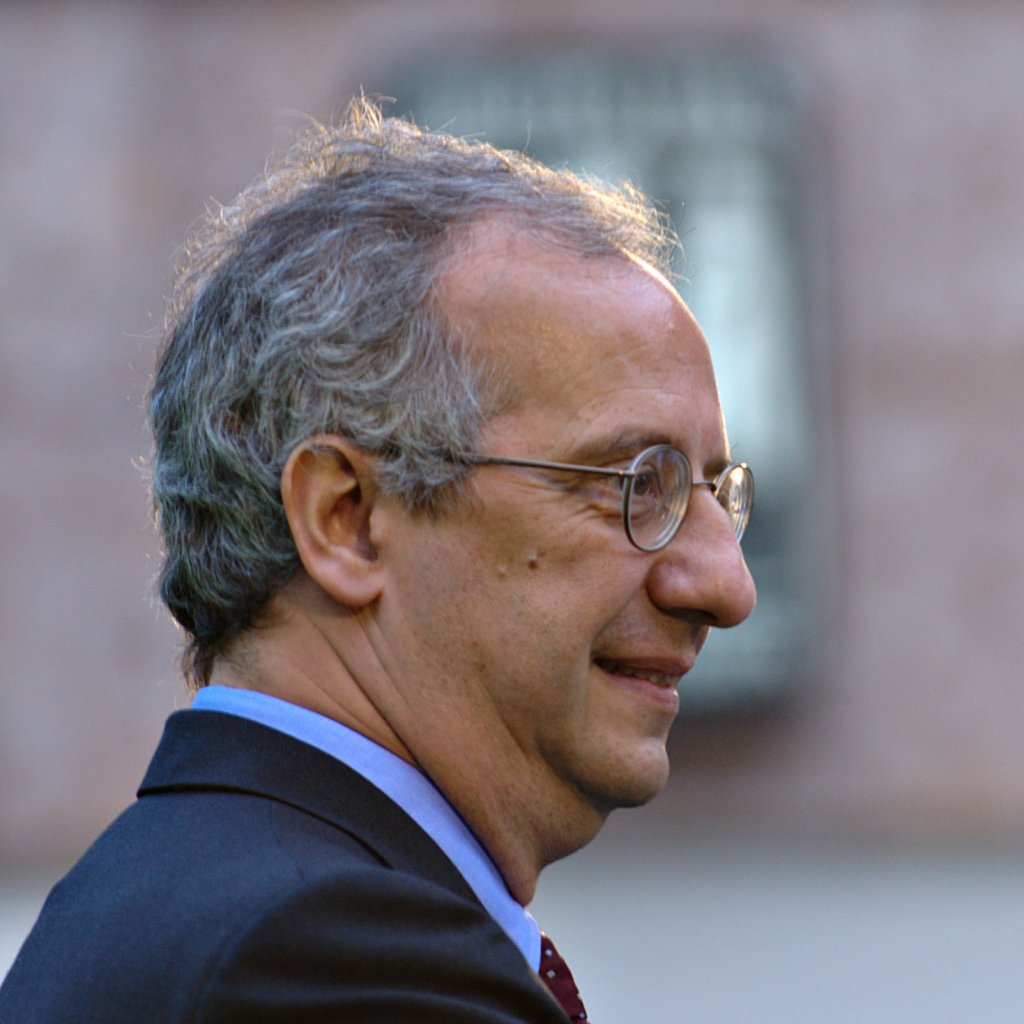
Walter Veltroni, il leader della nuova formazione partitica, sconfitta nelle elezioni del 2008

La strategia dei partiti in occasione delle elezioni politiche del 2008 è stata molto diversa sia nelle intenzioni che negli effetti. Dopo la drastica perdita di consenso del governo di centro-sinistra, il leader del PD Walter Veltroni decise di stringere alleanze elettorali con un solo altro partito, l'Italia dei valori di Antonio Di Pietro. Gli altri partiti dell'area di sinistra formarono una coalizione elettorale dal nome La Sinistra l'Arcobaleno.

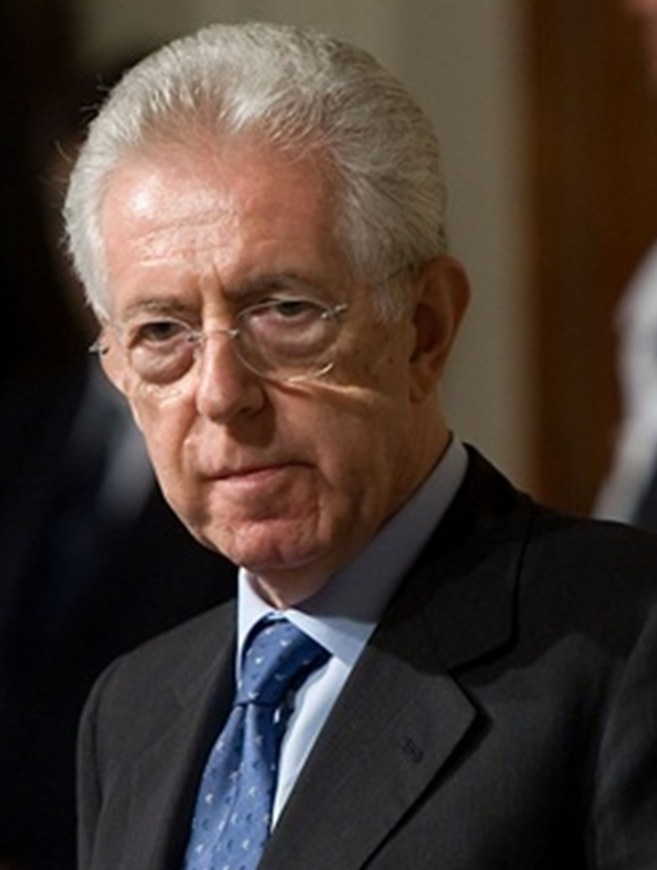
Mario Monti, il secondo Presidente del consiglio della XVI Legislatura, presiedette un governo tecnico

Forza Italia e Alleanza Nazionale si fusero molto rapidamente nel nuovo partito "Popolo della Libertà" (PDL), nell'ambito di un'alleanza programmatica con la Lega Nord che manteneva Silvio Berlusconi come leader. L'UDC, nonostante diverse trattative, non rientrò più nello schieramento di centro-destra.
Le elezioni diedero un'ampia maggioranza alla coalizione di centro-destra in entrambe le camere. Caratteristica fondamentale di questo risultato elettorale fu la semplificazione partitica: nelle camere erano ora rappresentate solo sei formazioni (PDL-Lega Nord-MPA per la destra e PD-IDV per la sinistra, con l'autonoma UDC in mezzo). Le formazioni di estrema destra ed estrema sinistra non riuscirono a conquistare nessuna significativa rappresentanza parlamentare, dando l'impressione che il passaggio al bipolarismo fosse definitivamente compiuto.
In seguito alla Crisi del debito sovrano europeo, il Presidente del Consiglio Silvio Berlusconi si è dimesso dal suo incarico nel novembre 2011, venendo sostituito dall'economista Mario Monti, dando così vita al nuovo Governo Monti, il secondo governo tecnico della Repubblica Italiana. Poiché, in seguito alle dimissioni del Governo Berlusconi IV non vi fu lo scioglimento delle Camere, e quindi non vi furono nuove elezioni, la composizione del parlamento che approvò la fiducia al Governo Monti rimase quella determinata dalle elezioni politiche del 2008, dunque con la maggioranza di governo al centro-destra e la minoranza al centro-sinistra.
Durante il mandato di Monti, l'Italia aveva affrontato aumenti fiscali e tagli alla spesa dello Stato, ed una serie di riforme atte a migliorare la competitività dell'economia italiana. Tali riforme, definite come politiche di austerità, attuate dal governo Monti, che hanno sollevato molte polemiche nell'opinione pubblica italiana, sono percepiti in Europa come segnale di miglioramento della fiducia internazionale nell'Italia. Monti è stato sostenuto da altri leader politici dell'Eurozona, come la cancelliera tedesca Angela Merkel e l'ex presidente francese Nicolas Sarkozy.
Nel corso della legislatura il Parlamento non ha modificato la legge Calderoli (il cosiddetto "Porcellum"), legge elettorale in vigore dal 31 dicembre 2005. Vari abbozzi di riforma erano stati tentati dai gruppi parlamentari durante l'ultimo anno sotto raccomandazione del Presidente della Repubblica che, in seguito allo scioglimento delle camere, si è detto rammaricato per il mancato raggiungimento di un accordo.
Nel dicembre del 2012, il Popolo della Libertà, ha ritirato l'appoggio al governo Monti, causando così le dimissioni del Presidente del Consiglio Mario Monti e lo scioglimento delle camere, decretato il 22 dicembre 2012 dal Presidente della Repubblica Giorgio Napolitano, con alcune settimane di anticipo rispetto alla fine naturale della XVI Legislatura.

##### Gli effetti nelle elezioni del 2013
I risultati elettorali del 2013 hanno consegnato alle aule parlamentari una composizione di eletti che non vede nessuna delle coalizioni ottenere una vittoria netta, determinando un risultato senza precedenti nella storia delle elezioni politiche italiane.
Alla Camera, Italia. Bene Comune, la coalizione di Centro-sinistra guidata da Pier Luigi Bersani, ottiene il premio di maggioranza (345 seggi su 630), assegnato grazie a uno scarto di poco più dello 0,30% del totale dei voti rispetto alla coalizione di centro-destra guidata da Silvio Berlusconi. Il Movimento 5 stelle risulta essere in Italia la vera novità di queste elezioni e si dimostra, sommando ai voti italiani quelli degli italiani all'estero, la seconda forza politica in Italia, a 150.000 voti di distanza dal Pd prima forza politica alla Camera. Al Senato, invece, nessuna delle coalizioni raggiunge la maggioranza assoluta di 158 seggi: Italia. Bene Comune ottiene 123 seggi, Il Popolo della Libertà 117, il Movimento 5 Stelle 54 e Con Monti per l'Italia 19.
Questo risultato era inatteso, in quanto le prime proiezioni dopo l'inizio dello scrutinio ed i sondaggi pre-elettorali avevano fatto ritenere che Italia. Bene Comune riuscisse ad ottenere la maggioranza in entrambi i rami del Parlamento.
La nuova formazione politica del Movimento 5 Stelle di Beppe Grillo, alla sua prima esperienza elettorale nazionale, ottiene un boom di consensi alla Camera dei deputati con percentuali superiori al 30% in Liguria, Marche e Sicilia.
Nei giorni e nelle settimane successive alle elezioni, si creò una situazione perdurante di stallo politico, che ha visto, fra le altre cose, la creazione di un gruppo di 10 saggi da parte del Presidente della Repubblica Giorgio Napolitano per cercare una soluzione condivisa fra le forze politiche, e successivamente la rielezione di Napolitano stesso a Presidente della Repubblica.

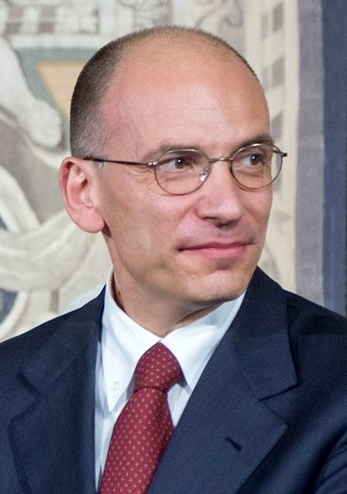
Enrico Letta, Presidente del Consiglio a capo del primo governo di grande coalizione della storia della Repubblica Italiana

Lo stallo politico si risolse solamente due mesi dopo le elezioni, il 28 aprile, con la formazione del Governo Letta: la carica di Presidente del Consiglio dei ministri viene affidata da Napolitano ad Enrico Letta, vice segretario del Partito Democratico. Il governo Letta si configura come il primo esecutivo di grande coalizione della storia della Repubblica Italiana, in quanto comprende esponenti di entrambe le principali coalizioni che si contrapponevano prima delle elezioni. In particolare, la stessa carica di vicepresidente del Consiglio dei ministri è stata affidata al segretario politico del Popolo della libertà Angelino Alfano. Il Governo Letta è comunemente detto anche governo delle larghe intese.
La nuova legislatura, infine, rispetto a tutte quelle che l'hanno preceduta, si segnala per l'età media dei parlamentari più bassa e per il maggior numero di donne presenti in Parlamento. Infatti la percentuale complessiva di donne è del 31 per cento (32 per cento alla Camera e 30 per cento al Senato) e l'età media complessiva è di 48 anni (45 alla Camera e 53 al Senato).
Il 1º agosto 2013 Silvio Berlusconi, leader del Popolo della Libertà e senatore della XVII legislatura della Repubblica Italiana, viene condannato a quattro anni di reclusione per frode fiscale con sentenza passata in giudicato nel processo sulla compravendita dei diritti televisivi.
Il 30 agosto 2013 il Presidente della repubblica Giorgio Napolitano nomina senatori a vita Claudio Abbado, Elena Cattaneo, Renzo Piano e Carlo Rubbia.
Il 28 settembre 2013, in seguito alla decisione in notturna del premier Letta di posticipare il decreto che impediva l'aumento dell'IVA dal 21 al 22%, i ministri del PdL si dimettono su input di Silvio Berlusconi, aprendo così di fatto una crisi di governo. Il Presidente del Consiglio annuncia che si presenterà a breve davanti alle camere per chiedere il rinnovo della fiducia al suo governo..
Il 29 settembre 2013 il premier Letta si reca al Colle dal Presidente della repubblica Giorgio Napolitano, per fare il punto della situazione sul Governo e le alternative possibili. In precedenza il Capo dello Stato aveva dichiarato che avrebbe sciolto le camere solo se non ci fossero state alternative possibili.
Il 30 settembre 2013 a palazzo Chigi pervengono le dimissioni irrevocabili dei ministri PdL. Nel frattempo, la data per il voto di fiducia è fissata al 2 ottobre: in mattinata si voterà al senato, nel pomeriggio alla camera.
Il 1º ottobre 2013 il premier Enrico Letta respinge le dimissioni dei ministri del Popolo della Libertà Angelino Alfano, Nunzia De Girolamo, Beatrice Lorenzin, Maurizio Lupi, Gaetano Quagliariello.
Il 2 ottobre 2013 il premier Enrico Letta riferisce in mattinata al Senato della Repubblica sulla questione di fiducia. Il Popolo della libertà, dopo l'annuncio della nascita di gruppi autonomi di parlamentari PdL (capitanati da Angelino Alfano, Fabrizio Cicchitto e Gaetano Quagliariello) favorevoli alla questione di fiducia, ritorna sulle sue posizioni e decide, diversamente da quanto stabilito nelle ore precedenti, di votare la fiducia al governo. A Palazzo Madama, presenti 305 senatori su 321, il governo ottiene la fiducia con 235 sì (PD, PdL, SC, UdC, GS, Il Megafono e Per le Autonomie: SVP-UV-PATT-UPT-PSI-MAIE), 70 no (M5S, SEL e Lega), e nessun astenuto su 305 votanti. Votano favorevolmente anche gli ex Movimento Cinque Stelle passati al Gruppo misto: Fabiola Anitori, Adele Gambaro, Paola De Pin e Marino Mastrangeli; ed i tre senatori a vita presenti in aula: Mario Monti, Elena Cattaneo e Carlo Rubbia. In serata anche la Camera dei deputati, presenti 597 deputati su 630, conferma la fiducia al governo con 435 sì (PD, PdL, SC, UdC, CD, PSI-PLI, MAIE-ApI e Minoranze linguistiche) e 162 no (M5S, SEL, Lega e Fratelli d'Italia).
Il 4 ottobre 2013 la Giunta per le immunità del Senato ha deciso a maggioranza di proporre all'aula di palazzo Madama la votazione della decadenza di Silvio Berlusconi da senatore.
Il 30 ottobre 2013 la giunta per il regolamento ha deciso che il voto per la decadenza di Silvio Berlusconi sarà palese e non segreto. Decisivo il voto della senatrice di Scelta Civica Linda Lanzillotta che ha optato per il voto palese, facendo pendere l'ago della bilancia a favore di questo (7 voti per il voto palese e 6 per quello segreto).
Il 16 novembre 2013 il Consiglio Nazionale del Popolo della Libertà e Silvio Berlusconi, approvano la sospensione delle attività del PdL e il rilancio di Forza Italia, al nuovo partito però non aderiscono le cosiddette Colombe del PdL, la corrente guidata da Angelino Alfano, che forma il Nuovo Centrodestra continuando a sostenere il Governo Letta.
Il 27 novembre 2013 il Senato della Repubblica Italiana, con 192 sì, 113 no e 2 astenuti, approva con voto palese la decadenza da senatore di Silvio Berlusconi, per effetto della "Legge Severino", in seguito alla condanna di Berlusconi del 1º agosto 2013 per frode fiscale con sentenza passata in giudicato. Silvio Berlusconi perde così la carica di parlamentare della Repubblica Italiana dopo 19 anni di presenza ininterrotta. Hanno votato a favore della decadenza Partito Democratico, Movimento 5 Stelle, Scelta Civica, Unione di Centro, Sinistra Ecologia Libertà, Il Megafono, Per le Autonomie (SVP-UV-PATT-UPT-PSI-MAIE), i senatori a vita Mario Monti, Elena Cattaneo, Carlo Rubbia e Renzo Piano, ed i senatori ex M5S passati al Gruppo misto: Fabiola Anitori, Adele Gambaro, Paola De Pin e Marino Mastrangeli. Hanno votato contro la decadenza Forza Italia, Nuovo Centrodestra, Lega Nord e Grandi Autonomie e Libertà.
Il 4 dicembre 2013 la Corte Costituzionale dichiara l'incostituzionalità dell'attuale legge elettorale in riferimento al premio di maggioranza assegnato e all'impossibilità per l'elettore di fornire una preferenza.

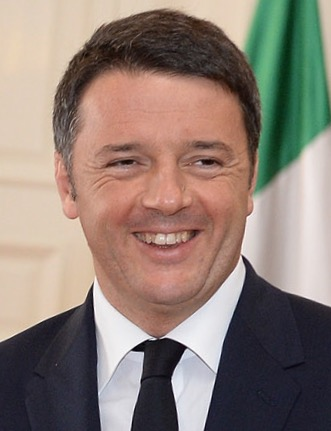
Matteo Renzi vince le elezioni primarie del Partito Democratico, divenendo il nuovo segretario del Partito. A febbraio 2014, diviene il nuovo Presidente del Consiglio succedendo a Enrico Letta.

L'8 dicembre 2013 Matteo Renzi, sindaco di Firenze, vince le elezioni primarie del Partito Democratico, venendo eletto segretario con il 67,8% dei voti.
Il 9 dicembre 2013, all'indomani del successo nelle primarie del Partito Democratico, il segretario in pectore Matteo Renzi annuncia collaborazione col Governo e ribadisce la fiducia al Governo in un incontro col premier Enrico Letta a Palazzo Chigi. Intanto, "il Movimento dei Forconi" annuncia sciopero ad oltranza fino alla mezzanotte del 13, con l'intenzione di protestare contro l'illegittimità del Parlamento e i tagli del Governo. Tensioni soprattutto a Torino, Imperia e Cerignola.
L'11 dicembre 2013 Enrico Letta riferisce prima alla Camera e poi al Senato riguardo alla "questione" di fiducia. Nel discorso il presidente del Consiglio attacca duramente Beppe Grillo, leader del M5s, accusandolo di alimentare l'insubordinazione e i disordini sociali. Dopo attimi di tensione a Montecitorio tra deputati PD e cinque stelle, la Camera conferma la fiducia all'esecutivo con 379 sì, 212 no e 2 astenuti. Favorevole la nuova maggioranza che segna la discontinuità (Partito Democratico, Nuovo Centrodestra, Scelta Civica, Per l'Italia), contraria l'opposizione formata da Forza Italia, Movimento 5 Stelle, Lega Nord, Fratelli d'Italia e Sinistra Ecologia Libertà.In tarda serata, anche il Senato approva la fiducia con 173 sì e 127 no. Votano a favore Partito Democratico, Nuovo Centrodestra, Scelta Civica e Per l'Italia. Votano contro le opposizioni: Forza Italia, Movimento 5 Stelle, Lega Nord, Sinistra Ecologia Libertà e Fratelli d'Italia. Da segnalare una spaccatura nella Lega al momento delle dichiarazioni di voto; infatti il senatore leghista Michelino Davico in dissenso con la linea del partito concede la fiducia a Letta.
Il 14 febbraio 2014 il presidente del consiglio Letta si è recato al Quirinale e ha rassegnato dimissioni irrevocabili.
Il 17 febbraio 2014, a seguito delle dimissioni irrevocabili di Enrico Letta, il segretario del Partito Democratico Matteo Renzi viene investito dal Presidente della Repubblica Giorgio Napolitano del mandato esplorativo per formare un nuovo governo.
Il 18 e 19 febbraio 2014 il presidente del Consiglio incaricato svolge le consultazioni con i gruppi parlamentari.
Il 21 febbraio 2014 Matteo Renzi si reca al Quirinale, dove scioglie la riserva e presenta la lista dei ministri che comporranno il suo governo. Il giorno successivo il Governo Renzi presta giuramento.
Il 25 febbraio 2014 il Governo Renzi ha ottenuto la fiducia prima del Senato della Repubblica (con 169 voti favorevoli e 139 contrari), poi della Camera dei deputati (con 378 voti favorevoli, 220 contrari e 1 astenuto).
Il 14 gennaio 2015 Giorgio Napolitano ha rassegnato le dimissioni da Presidente della Repubblica, preannunciate nell'ultimo messaggio di fine anno per le difficoltà legate all'età.

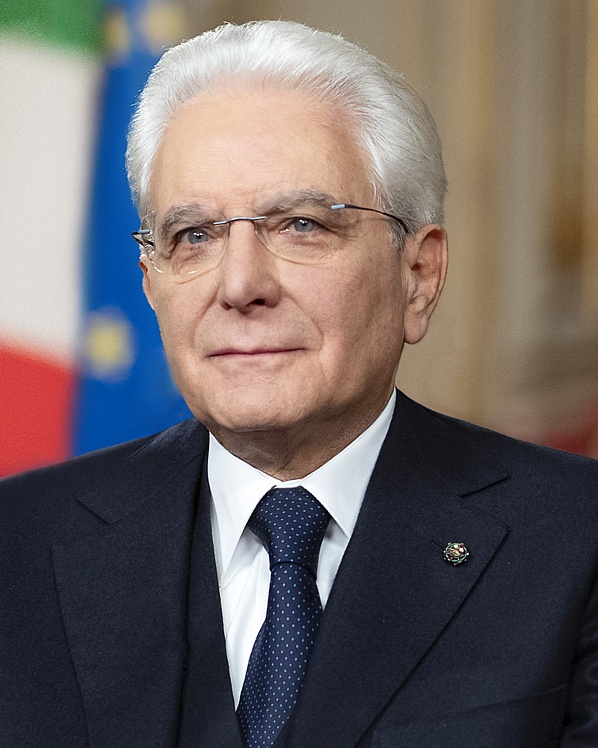
Sergio Mattarella, Presidente della Repubblica Italiana dal 2015.

Il 31 gennaio 2015, il Parlamento della Repubblica Italiana in seduta comune ha eletto Sergio Mattarella presidente della Repubblica, al quarto scrutinio con 665 voti.
Il 16 settembre 2016 muore il presidente emerito della Repubblica Carlo Azeglio Ciampi.
Il 4 dicembre 2016,  in seguito alla vittoria del No nel Referendum costituzionale, Il premier Matteo Renzi annuncia le dimissioni.
Il 7 dicembre 2016 Matteo Renzi si reca al Quirinale per rassegnare formalmente le dimissioni. Il giorno dopo Il presidente della Repubblica Sergio Mattarella comincia le consultazioni per la formazione del nuovo Governo. Il successivo 11 dicembre il presidente Mattarella conferisce al ministro degli esteri Paolo Gentiloni l'incarico di formare un nuovo Governo.
Il giorno seguente, 12 dicembre, il Governo Gentiloni presta giuramento nelle mani del Presidente della Repubblica.
Il governo Gentiloni ha ottenuto la fiducia alla Camera dei deputati il 13 dicembre 2016 con 368 voti favorevoli e 105 contrari. Il giorno seguente ha poi ottenuto la fiducia anche al Senato della Repubblica, con 169 voti favorevoli e 99 contrari.
Il 25 gennaio 2017 la Corte costituzionale dichiarò parzialmente incostituzionale la legge attuale corrente, il cosiddetto Italicum.
Il 27 ottobre 2017 il Presidente della Repubblica, Sergio Mattarella, rinvia alle Camere, a norma dell'art. 74, I comma, della Costituzione, il disegno di legge Misure per contrastare il finanziamento delle imprese produttrici di mine antipersona, di munizioni e submunizioni a grappolo evidenziando l'esistenza di profili di incostituzionalità.
Il 28 dicembre 2017 il Presidente della Repubblica Sergio Mattarella, dopo aver sentito i Presidenti dei due rami del Parlamento, ai sensi dell'articolo 88 della Costituzione, ha firmato il decreto di scioglimento delle Camere, che è stato controfirmato dal Presidente del Consiglio dei Ministri Paolo Gentiloni.

#### La nuova legge elettorale del 2017

##### Gli effetti nelle elezioni del 2018
I risultati delle elezioni del 2018 hanno visto il Movimento 5 Stelle affermarsi come lista più votata, con oltre il 32% di preferenze, mentre la coalizione più votata, quella di centro-destra, ha complessivamente raccolto circa il 37% dei voti. L'affluenza in Italia si è attestata al 72,93% per la Camera dei deputati e al 72,99% per il Senato, in calo di circa il 2,3% rispetto alle elezioni del 2013, risultando la più bassa nella storia repubblicana italiana (dal 1948).
Il 1º giugno 2018 giura il Governo Conte I.
A seguito delle Europee del 2019, in cui i rapporti di forza tra i due partiti di governo si ribaltarono, crebbe il livello di tensione all'interno della maggioranza, finché il 20 agosto 2019, in seguito alla crisi di governo, il premier Giuseppe Conte rassegna le sue dimissioni e di tutto il governo nelle mani del Presidente della Repubblica. Nei giorni successivi si formò una nuova maggioranza composta da Movimento 5 Stelle e Partito Democratico, più altri partiti di sinistra, e perciò rinominata «giallorossa», che portò alla nascita del Governo Conte II.
Il 26 gennaio 2021 Conte rimise il mandato nelle mani del presidente della Repubblica, rassegnando così le dimissioni dalla carica di presidente del Consiglio dei Ministri, al termine di un lungo periodo di tensioni con il leader del partito di Italia Viva.. Dopo la crisi del governo Conte II, vi è stato un periodo di trattative per tentare di ricucire lo strappo e formare un nuovo governo sempre guidato da Giuseppe Conte, tuttavia i tentativi si conclusero con un nulla di fatto. Il Presidente della Repubblica ha deciso quindi di convocare al Palazzo del Quirinale Mario Draghi per conferirgli l’incarico di formare un nuovo governo. Draghi ha accettato l'incarico con riserva, la quale è stata poi sciolta il 12 febbraio 2021, dopo due giri di consultazioni con tutte le forze politiche e colloqui con le parti sociali. Il 13 febbraio 2021 il Governo Draghi ha prestato giuramento, entrando ufficialmente in carica.
Tra il 24 e il 29 gennaio 2022 si è svolta l'elezione del Presidente della Repubblica che ha riconfermato Sergio Mattarella attraverso un accordo tra i partiti di maggioranza .
Il 21 luglio 2022 il Presidente del Consiglio Mario Draghi rassegna le dimissioni al Capo dello Stato. Nel pomeriggio, una volta sentiti il Presidente Fico e la Presidente Casellati, il Presidente della Repubblica Sergio Mattarella decreta lo scioglimento delle Camere e indice elezioni anticipate  per il 25 settembre, con la prima riunione delle nuove Camere fissata il 13 ottobre. Di conseguenza, si anticipa ulteriormente l'imminente fine della XVIII legislatura (il cui termine naturale era previsto per marzo 2023).

##### Gli effetti nelle elezioni del 2022
I risultati delle elezioni politiche del 2022 hanno visto la vittoria del centro-destra guidato da Giorgia Meloni, affermandosi come coalizione più votata con circa il 44% delle preferenze, conquistando la maggioranza assoluta in entrambi i rami del Parlamento italiano per la prima volta dalle elezioni del 2008. Per la prima volta dalla nascita del sistema bipolarista nel 1994, inoltre, ha ottenuto la maggioranza relativa dei consensi la stessa coalizione più votata alle elezioni precedenti (anche se in quel caso non ha potuto godere della maggioranza assoluta dei seggi in Parlamento). A seguito della riforma costituzionale approvata nel 2019 e confermata con il referendum del 2020, il numero di parlamentari è stato ridotto a 400 deputati e 200 senatori (mentre in precedenza erano rispettivamente 630 e 315 in tutte le legislature dalla IV alla XVIII); inoltre l'elettorato attivo per il Senato ha incluso, per la prima volta, tutti i maggiorenni, data l'abolizione della soglia di 25 anni richiesta per esprimere il proprio voto per la camera alta.
Il 20 ottobre il capo dello Stato ha cominciato un giro di consultazioni terminato il giorno successivo, quando ha conferito a Giorgia Meloni l'incarico di formare un nuovo governo. Meloni ha accettato l'incarico senza riserva (come prima di lei fecero Giuseppe Pella nel 1953, Silvio Berlusconi al suo quarto governo nel 2008 e Giuseppe Conte al suo primo governo dopo il secondo incarico nel 2018), presentando contestualmente la lista dei ministri. 
Il giorno seguente, sabato 22 ottobre, il governo ha prestato giuramento al Palazzo del Quirinale, entrando ufficialmente in carica il giorno stesso immediatamente dopo il giuramento. Per attendere il rientro del Presidente del consiglio uscente Mario Draghi da Bruxelles, dove era impegnato per il Consiglio europeo, la tradizionale cerimonia della campanella e il passaggio di consegne a Palazzo Chigi si attende il giorno successivo, domenica 23 ottobre. Il governo, il primo ad essere presieduto da una donna nella storia dell'Italia unita e della Repubblica Italiana, è composto da esponenti di Fratelli d'Italia (di cui tra l'altro è espressione la Presidente del Consiglio), Lega per Salvini Premier e Forza Italia, e gode dell'appoggio esterno del MAIE e dei partiti componenti la lista elettorale Noi moderati (Noi con l'Italia, Italia al Centro, Coraggio Italia e Unione di Centro).